# Air-Inter-Flug 148
Am 20. Januar 1992 verunglückte ein Airbus A320 auf dem Air-Inter-Flug 148 in den Vogesen nahe dem Odilienberg. Der Unfallort liegt auf dem Berg La Bloss (Höhe 826 m). Bei dem Unfall kamen 87 der 96 Insassen ums Leben.
Unter den Toten befand sich der belgische Molekularbiologe und Unternehmer Jean-Pierre Lecocq.

## Unfallhergang
Am 20. Januar 1992 um 19:20 Uhr schlug der Airbus A320-111 (Luftfahrzeugkennzeichen F-GGED) der französischen Fluggesellschaft Air Inter während des Landeanflugs auf den Flughafen Straßburg südlich des Odilienberges am benachbarten Berg „La Bloss“ (Höhe 826 m) auf. Die Maschine befand sich auf einem Linienflug vom Flughafen Lyon-Satolas nach Straßburg.
Die Piloten wurden, da Air Inter das Flugzeug nicht mit einem Bodenannäherungs-Warnsystem (GPWS) ausgestattet hatte, nicht vor dem drohenden Aufprall gewarnt.
Der Unfall ereignete sich bei Nacht, Nebel bzw. tiefen Wolken und leichtem Schneefall.
Erst nach viereinhalb Stunden wurde das Wrack von den Rettern gefunden. Die Ermittlungen zur Absturzursache wurden dadurch erschwert, dass der Flugdatenschreiber (FDR) aufgrund von Hitzeschäden nicht mehr ausgelesen werden konnte.

### Ursachen
Die Piloten hatten das damals noch recht neuartige Computersystem der A320 falsch bedient und beim Programmieren des Autopiloten den Modus verwechselt. Die Eingabe der Zahl „33“ – für den korrekten Gleitwinkel („−3.3 Grad“) bei der Programmierung des Autopiloten im TRK/FPA-(track/flight path angle)-Mode – wurde daher vom Computer im tatsächlich eingestellten HDG/V/S (heading/vertical speed) Mode als Sinkgeschwindigkeit (−3.300 Fuß pro Minute) interpretiert. Im Display standen in beiden Modi groß die Ziffern „33“, die für den Gleitwinkel-Modus lediglich durch einen winzigen Punkt getrennt waren. Normal wären aber nur rund 800 Fuß pro Minute gewesen.
Unfallermittler gaben an, dass nicht nur dieser eine Pilotenfehler, sondern eine Verkettung von Fehlern und unglücklichen Ereignissen zum Absturz führte. Die Piloten wurden von der Flugsicherung fälschlicherweise gewarnt, sie befänden sich rechts von der anzufliegenden Landebahn, obwohl sie sich aufgrund eines von der Flugsicherung falsch durchgegebenen Vektors links von der Landebahn befanden, was die Crew zusätzlich belastete. Als der Flug mit der zu hohen Sinkrate im Flugsimulator nachgestellt wurde, kollidierte das Flugzeug jedoch zunächst nicht mit dem Berg. Weitere Ermittlungen ergaben, dass das Flugzeug in dem Moment, in dem die falsche Sinkrate in den Autopiloten eingegeben wurde, in kleine Turbulenzen geriet, wodurch eine Sicherheitsfunktion des Autopiloten ausgelöst wurde, die dazu führte, dass die Sinkrate weiter erhöht wurde.

## Folgen

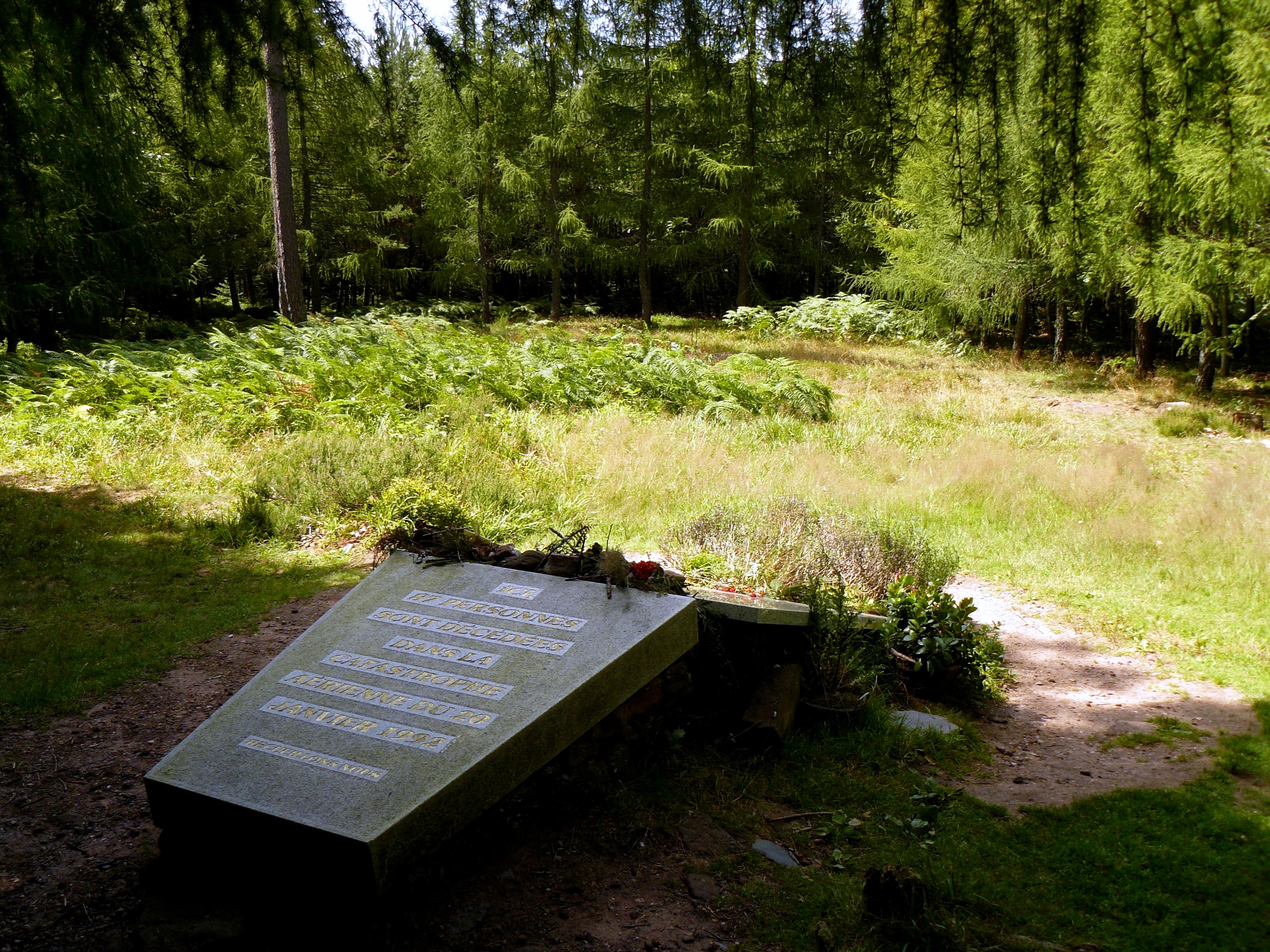
Gedenktafel

Beim Strafprozess vor dem tribunal correctionnel in Colmar im Jahre 2006 wurden sechs Personen angeklagt – Mitarbeiter der Fluggesellschaft, der Flugsicherheitsbehörde und von Airbus – die am 7. November 2006 allesamt freigesprochen wurden. Kritik gab es ebenfalls an den langen Verzögerungen bei den Rettungsmaßnahmen durch das französische Militär, das erst nach viereinhalb Stunden durch Hinweise von Zivilisten die Absturzstelle fand. Es wird angenommen, dass bei früherem Eintreffen der Rettungskräfte mehr Passagiere überlebt hätten, die währenddessen bei Minusgraden (−2 bis −10 °C) an Unterkühlung starben.
Der Abschlussbericht der Untersuchungskommission kritisierte ausdrücklich das Cockpit-Design des Flugzeugs. Dies führte zu einer Verbesserung im Sinne einer Anzeige des Gleitwinkels durch zwei Ziffern und der Sinkgeschwindigkeit durch vier Ziffern. Außerdem wurde die VOR-Antenne des A320, die aufgrund zu starker Metallabschirmungen zu Fehlanzeigen im Cockpit führen konnte, als Folge des Unfalls geändert. Bei der technischen Ausrüstung von Flugzeugen wurde das Design der Flugschreiber geändert, sodass diese höhere Temperaturen für einen längeren Zeitraum überstehen können.

## Ähnliche Zwischenfälle desselben Flugzeugtyps
- Air-France-Flug 296, auf dem 1988 ein Airbus A320 bei einem Schauflug in niedriger Höhe am Flugplatz Mülhausen-Habsheim verunglückte
- Indian-Airlines-Flug 605, auf dem 1990 ein Airbus A320 im Anflug auf den HAL Bangalore International Airport verunglückte – ebenfalls aufgrund falscher Bedienung.